# Павліщук Віталій Валентинович
Віталій Валентинович Павліщук (24 липня 1956 , Київ ) — український хімік, дійсний член НАН України.

## Життєпис
Народився 24 липня 1956 року в Києві. 1978 року закінчив Київський державний університет і відтоді працює в Інституті фізичної хімії імені Л. В. Писаржевського НАН України (у 1993—1997 роках — учений секретар, з 2003 року — заступник директора).
Наукові праці з проблем фізико-неорганічної хімії, зокрема теорії будови координаційних сполук, молекулярного магнетизму, кінетики і механізмів неорганічних реакцій. Встановив основні електронні і структурні чинники, що визначають парамагнітні характеристики широкого ряду поліядерних комплексів і координаційних полімерів, до складу яких входять парамагнітні іони. Запропонував і обґрунтував асоціативний механізм протікання реакцій електрофільного заміщення в макроциклічних комплексах з утворенням біядерних інтермедіатів.

## Нагороди
- Лауреат премії НАН України для молодих учених і студентів вищих навчальних закладів за кращі наукові роботи (1987)[1].
- Лауреат премії НАН України імені Л. В. Писаржевського за роботу «Фізико-неорганічна хімія координаційних сполук 3dметалів з різними видами внутрішньомолекулярних взаємодій» (1997)[2].